# سان فردیناندو دی پولیا
سان فردیناندو دی پولیا (به ایتالیایی: San Ferdinando di Puglia) یک کومونه در ایتالیا است که در استان بارلتا-آندریا-ترانی واقع شده‌است. سان فردیناندو دی پولیا ۴۱ کیلومتر مربع مساحت و ۱۴٬۶۶۵ نفر جمعیت دارد و ۶۴ متر بالاتر از سطح دریا واقع شده‌است.

## خواهرخوانده
شهر لاریانو خواهرخواندهٔ سان فردیناندو دی پولیا هست.